# Соос
Соос (дав.-гр. Σόος) — напівлегендарний цар Спарти близько 930—890 роках до н. е. Ім'я перекладається «Стабільний». Про нього згадує Платон, але не вказаний Геродотом.

## Життєпис
Син царя Прокла. За його панування було скасовано права ілотів, фактично перетворивши їх на рабів. Можливо це була відповідь на потужне ілотське повстання.
Здійснював якісь військові кампанії в Аркадії. Напевне це відповідає повідомленю Плутарха, відповідно до якого мешканці місто Клітор (Клейтор) в Аркадії контролювали вихід до джерел води, не допускаючи спартанців. Соос домовився, що поверне Клітору землі, раніше загарбані, натомість Спарта отримує воду. Соос обіцяв царство тому з вояків, хто не стане пити. Проте все напилися, крім царя, і тоді він на цій підставі відмовився виконувати договір.
За іншими відомостями Соос воював з містом-державою Клітор за мідні копальні. На початку досяг певних успіхів, але зрештою зазнав поразки. Проте на думку дослідників в цей час спартанці не вели жодних війн в Аркадії.
Йому спадкував син Евріпонт.